# Nuoto pinnato ai Giochi mondiali 2022 - Staffetta 4x50 m superficie femminile
La gara dei staffetta 4×50 m superficie femminile di nuoto pinnato ai Giochi mondiali 2022 si è svolta il 9 luglio 2022 a Birmingham. Il programma non prevedeva turni preliminari ma solamente la finale.

## Risultati
| Pos | Nazione       | Tempo   |
| --- | ------------- | ------- |
|     | Cina          | 1:08.95 |
|     | Colombia      | 1:10.11 |
|     | Corea del Sud | 1:10.58 |
| 4   | Ucraina       | 1:11.41 |
| 5   | Francia       | 1:12.52 |
| 6   | Ungheria      | 1:12.60 |
| 7   | Germania      | 1:14.60 |
| 8   | Stati Uniti   | 1:26.31 |